# 전성우 (화가)
전성우(全晟雨, 1934년 6월 2일 ~ 2018년 4월 6일)는 대한민국의 화가이자, 서울대학교 미술대학 교수, 보성중고등학교 교장과 학교법인 동성학원 이사장을 역임한 교육자이고 간송미술관의 초대 관장이자 간송미술문화재단의 초대 이사장이였다. 1953년 미국으로 가서 California Art Institute를 졸업하고 Balls Gallery 전속화가로 활동했으며 미국 휘트니미술관 Whitney Museum of American Art, 미국 국회도서관 콜렉션, 국립현대미술관, 삼성미술관 리움에도 소장되어 있는만다라 시리즈가 유명하다. 전형필의 장남이며 현재 미술관은 장남인 전인건이 운영하고 있다. 부인 김은영은 김광균시인의 딸로 서울시 문화재 매듭장 보유자이다. 우리문화유산 보호와 간송미술관 운영에 대한 공로로 2018년에 옥관문화훈장이 추서되었다.
1. ↑  간송미술문화재단 자료